# Neal Asher
Neal Asher (n. 4 februarie 1961, Billericay, Anglia, Regatul Unit) este un scriitor englez de science fiction. El este cunoscut în special pentru cărțile aparținând univerului "Polity".

## Viața
Părinții lui Neal Asher, Bill și Hazel, au fost profesori - unul profesor de școală, celălalt lector în matematici aplicate. Ambii au fost fani science fiction și, sub influența lor și a cărților lui Tolkien Hobbitul și Stăpânul inelelor, Asher a început să scrie SF și fantasy în gimnaziu. Înainte de a se dedica exclusiv scrisului, după împlinirea vârstei de 25 de ani, el a lucrat în industria de mobilier, ca mecanic, programator industrial și ca grădinar.
Prima povestire a publicat-o în 1989, iar primul roman, Gridlinked, în 2001, acesta fiind primul dintr-o serie romane derivate, cum au fost The Line of Polity, Brass Man, Agentul Cormac și Line War.
Așa cum afirmă pe pagina personală de web, după anul 2000 s-au produs o serie de schimbări în viața sa: s-a căsătorit cu Caroline și a semnat un contract cu cei de la Macmillan.

## Cariera scriitoricească
Acțiunea majorității romanelor lui Asher și a unei mari părți a povestirilor sale se petre într-o istorie viitoare, cunoscută sub numele de universul "Polity". Acesta cuprinde o serie de elemente specifice SF-ului, incluzând lumi conduse de inteligențe artificiale, androizi, conștiințe de grup, extratereștri și călătorii temporale.
Romanele sale sunt caracterizate prin ritmul crescut al acțiunii și întâlnirile violente. În timp ce opera sa este, în mod frecvent, epică, putând fi încadrată în genul space opera, imagistica sa și tonul agresiv o apropie de cyberpunk. Când sunt combinate cu modul în care personajele principale ale lui Asher acționează pentru a păstra ordinea socială sau pentru a ajuta la progresul societății, aceste influențe ar putea plasa opera sa în subgenul postcyberpunk.
Asher publică la editura Tor, parte a grupului Pan Macmillan, din Marea Britanie. În Statele Unite, cărțile sale sunt publicate de Tor Books. Cărțile sale au fost traduse în cehă, franceză, germană, japoneză, portugheză, română, rusă și spaniolă.

## Opera

### Universul Polity
| În ordinea publicării Seria Agentul Cormac 1. Gridlinked (2001) 2. The Line of Polity (2003) 3. Brass Man (2005) 4. Polity Agent (2006) - ro. Agentul Cormac - editura Nemira 2010 5. Line War (2008) - ro. Război în zona de separație - editura Nemira 2016 Seria Spatterjay 1. The Skinner (2002) 2. The Voyage of the Sable Keech (2006) 3. Orbus (2009) Romane de sine stătătoare 1. Prador Moon (2006) 2. Hilldiggers (2007) 3. Shadow of the Scorpion (preludiul romanului Gridlinked, 2008) 4. The Technician (2010) | În ordinea cronologiei interne 1. Prador Moon 2. The Shadow of the Scorpion 3. Gridlinked 4. The Line of Polity 5. Brass Man 6. Polity Agent 7. Line War 8. The Technician 9. The Skinner 10. The Voyage of the Sable Keech 11. Orbus 12. Hilldiggers |

### Trilogia Owner
1. The Departure (2011)
2. Zero Point (2012)
3. Jupiter War (2013)

### Alte romane
- Cowl (2004), nominalizat la premiul Philip K. Dick

ro. Cowl - editura Lucman

### Nuvele
- Mindgames: Fool's Mate (1992)
- The Parasite (1996)
- Mason's Rats (1999)
- Africa Zero (2001), apărut inițial sub forma a două nuvele: Africa Zero și Africa Plus One

### Culegeri de povestiri
- The Engineer (1998) - conține nuvela cu același titlu și povestiri.
- Runcible Tales (1999)
- The Engineer ReConditioned (2006) - reeditarea volumului The Engineer cu trei povestiri suplimentare.
- The Gabble: And Other Stories (2008)

### Povestiri
| Titlu              | An   | Publicată inițial în            | Retipărită în                                                    |
| ------------------ | ---- | ------------------------------- | ---------------------------------------------------------------- |
| Adaptogenic        | 1992 | Threads 2                       | The Gabble and Other Stories (Tor, 2008)                         |
| Watch Crab         | 2003 | Rick Kleffel's The Agony Column |                                                                  |
| Snow in the desert | 2002 | Spectrum SF 8                   | Year's Best SF 8 (2003) The Gabble and Other Stories (Tor, 2008) |